# Ulfsköld
Ulfsköld var en svensk adelsätt, svensk uradel, som skall ha haft samma ursprung som ätten Halvhjort av Älmtaryd. Ätten introducerades på Sveriges Riddarhus 1660, och avfördes från de levande ätterna vid adelsmötet 1884. 